# La Costeña
La Costeña (ztw. Teil von Avianca Nicaragua) ist eine nicaraguanische Fluggesellschaft mit Sitz in Managua und Basis auf dem Flughafen Managua. Sie war eine Tochtergesellschaft der Avianca Holdings, die unter anderem die kolumbianische Fluggesellschaft Avianca betreibt und Mitglied der Luftfahrtallianz Star Alliance ist.

## Geschichte
Avianca Nicaragua ist 2013 aus der NICA – Nicaragüense de Aviación S.A. (zuvor Aeronica) hervorgegangen, als Avianca und TACA fusionierten und somit nach und nach alle Fluggesellschaften der Gruppe unter der Marke Avianca vereint wurden.
Zeitweilig hat auch die zweite, im November 1999 gegründete, nicaraguanische Fluggesellschaft Aerotaxis La Costeña zu 62 % zur Avianca Holdings gehört, jedoch wurden diese Anteile 2019 an die Regional Airline Holding Group LLC in Delaware verkauft. 

## Flugziele
La Costeña fliegt von Managua nach Bluefields, Corn Islands, Puerto Cabezas, Bonanza, Siuna und Waspán.

## Flotte
Stand Dezember 2022 besteht die Flotte von La Costeña aus zwei ATR 42-300/320 (eine davon inaktiv), die jeweils 50 Passagieren Platz bieten, sowie 4 Cessna 208 Grand Caravan für 14 Passagiere.